# Льюис, Тереза
Тере́за Лью́ис (англ. Teresa Lewis; 26 апреля 1969, Данвилл, штат Виргиния, США — 23 сентября 2010, тюрьма Гринсвилл, штат Виргиния, США) — американская убийца; первая за 98 лет женщина, казнённая в штате Виргиния посредством смертельной инъекции.

## Биография
Льюис была приговорена к смертной казни за наём двух мужчин для убийства мужа и пасынка в ночь на 30 октября 2002 года.
Она собиралась получить страховку после их смерти. Киллеры были приговорены к пожизненным срокам на отдельных судебных процессах, один из них покончил с собой в тюрьме в 2006 году. Льюис и её адвокаты составили 7300 апелляций, в том числе три — в Верховный суд США с призывами остановить исполнение приговора.
Льюис была казнена 23 сентября 2010 года в 9 вечера с помощью смертельной инъекции в тюрьме Гринсвилл (штат Вирджиния). Она стала 12-й женщиной, казнённой в США с момента восстановления смертной казни в 1976 году, и первой женщиной в штате Вирджиния, казнённой с 1912 года (тогда был исполнен смертный приговор в отношении женщины — её казнили на электрическом стуле). Льюис стала первой женщиной в Вирджинии, казнённой путём смертельной инъекции. Перед казнью она сказала: «Мне очень жаль».